# Shandong Taishan
Der Shandong Taishan F.C. (chinesisch 山东泰山足球俱乐部, Pinyin Shāndōng Tàishān Zúqiú Jùlèbù) ist ein Fußballverein aus Jinan in China. Der Verein ist Eigentum der Shandong Luneng, einer Firmengruppe aus China. Der Verein spielt in der Chinese Super League, der höchsten Liga des Landes. Seine Heimspiele trägt der Verein im Jinan Olympic Sports Center Stadium aus.
Shandong Luneng Taishan gehört zu den stärksten Mannschaften im chinesischen Profi-Fußball. Seit der Gründung der Chinese Super League im Jahre 2004 errang der Verein insgesamt dreimal den Titel (2006, 2008 und 2010). Von Juni 2016 bis Dezember 2017 wurde der Verein von Felix Magath trainiert.

## Vereinsgeschichte
Gegründet wurde der Verein 1956 unter dem Namen Shandong Provincial Team. Von 1973 bis 1989 spielte der Verein ununterbrochen in der höchsten Spielklasse. Dem Abstieg in die zweite Liga folgte 1990 der Abstieg in die dritte chinesische Liga. Im Jahr darauf stieg der Klub sofort wieder auf, um ab 1994 wieder in der ersten Liga zu spielen. Nach einem 5. Platz in der ersten Liga folgte 1995 der erste Titel in der Vereinsgeschichte: Im chinesischen Verbandspokal, dem Chinese FA Cup, gewann Shandong gegen Shanghai Shenhua mit 2:0. 1996 wurde wieder das Finale des Pokals erreicht, das verloren ging.
1999 wurde Slobodan Santrač Trainer des Vereins, der in seinem ersten Jahr – nachdem die Jahre zuvor meist im Mittelfeld der Tabelle abgeschlossen wurde – die Meisterschaft und den Pokal gewann. Trotz des Erfolges wurde Santrač 2000 entlassen. Seine Nachfolger hatten nur mäßigen Erfolg. Mit Platz 12 erzielte die Mannschaft zu Ende der Saison 2003 die schlechteste Platzierung seit dem Wiederaufstieg. 2004 übernahm Ljubiša Tumbaković das Amt des Trainers. Unter seiner Regie gewann der Verein zwei weitere Meisterschaften sowie zweimal den Verbandspokal. Von 2005 bis 2007 siegte man in der Gruppenphase der AFC Champions League 10 Mal in Folge.

## Platzierungen in der Jia-A- und der Superliga
| Saison      | 1994 | 1995 | 1996 | 1997 | 1998 | 1999 | 2000 | 2001 | 2002 | 2003 | 2004 | 2005 | 2006 | 2007 | 2008 | 2009 | 2010 | 2011 | 2012 | 2013 | 2014 | 2015 | 2016 | 2017 | 2018 |
| ----------- | ---- | ---- | ---- | ---- | ---- | ---- | ---- | ---- | ---- | ---- | ---- | ---- | ---- | ---- | ---- | ---- | ---- | ---- | ---- | ---- | ---- | ---- | ---- | ---- | ---- |
| Liga        | 1    | 1    | 1    | 1    | 1    | 1    | 1    | 1    | 1    | 1    | 1    | 1    | 1    | 1    | 1    | 1    | 1    | 1    | 1    | 1    | 1    | 1    | 1    | 1    | 1    |
| Platzierung | 5    | 6    | 5    | 6    | 9    | 1    | 5    | 6    | 4    | 12   | 2    | 3    | 1    | 3    | 1    | 6    | 1    | 5    | 10   | 2    | 4    | 3    | 14   | 6    | 3    |

## Vereinserfolge

### National
- Chinese Super League

Meister: 1999, 2006, 2008, 2010, 2021
Vizemeister: 2004, 2013, 2023
- Chinese FA Cup

Sieger: 1995, 1999, 2004, 2006, 2014, 2020, 2021, 2022
Finalist: 1996, 2005, 2015, 2023, 2024
- Chinese FA Super Cup

Sieger: 2015

## Spieler
- Li Xiaopeng (1994–2005)
- Zhou Haibin (1999–2003) Jugend, (2003–2009, 2010–2013) Spieler,
- Nii Lamptey (2001–2002)
- Sergei Kiriakov (2003)
- Darko Anić (2003–2004)
- Nicolas Ouédec (2003–2004)
- Ionel Dănciulescu (2005)
- Branimir Petrović (2005)
- Roda Antar (2009–2013)
- Vágner Love (2013–2015)
- Júnior Urso (2014–2015)
- Aloisio (2014–2016)
- Wálter Montillo (2014–2016)
- Diego Tardelli (2015–)
- Jucilei (2015–)
- Papiss Demba Cissé (2016–2018)
- Graziano Pellè (2016–)
- Marouane Fellaini (2019–)

## Trainer (unvollständig)
| Name des Trainers  | Zeitraum  | Bemerkung                                   |
| ------------------ | --------- | ------------------------------------------- |
| Slobodan Santrač   | 1999–2000 |                                             |
| Đoko Koković       | 2000      |                                             |
| Boris Ignatiev     | 2000–2001 |                                             |
| Valeri Nepomniachi | 2001–2003 |                                             |
| Ljubiša Tumbaković | 2004–2009 | 2× Chinese Super League & 2× Chinese FA Cup |
| Branko Ivanković   | 2009–2011 | Chinese Super League                        |
| Rajko Magić        | 2011      |                                             |
| Manuel Barbosa     | 2011      |                                             |
| Henk ten Cate      | 2012      |                                             |
| Wu Jingui          | 2012      |                                             |
| Radomir Antić      | 2012–2013 |                                             |
| Cuca               | 2013–2015 | Chinese FA Cup & Chinese FA Super Cup       |
| Mano Menezes       | 2016      |                                             |
| Felix Magath       | 2016–2017 |                                             |
| Li Xiaopeng        | 2018–2020 |                                             |
| Hao Wei            | 2020–2023 |                                             |
| Choi Kang-hee      | 2023–     |                                             |

## Logohistorie

1993–1994 Shandong Taishan F.C.
1995–1997 Shandong Jinan Taishan General FC
1997–1998 Shandong Taishan General FC